# نور الدين قاسم

## الولادة والنشأة
الشهيد نور الدين قاسم: نور الدين قاسم صالح السروري من مواليد مدينة الشيخ عثمان  إحدى ضواحي عدن      في الثامن عشر من أكتوبر 1929م في أسرة محافظة كان عميدها السيد قاسم صالح السروري رحمه الله الذي تتلمذ على يديه العديد من العلماء المعروفين وكان رحمه الله إمام وخطيب مسجد العيدروس بمدينة الشيخ عثمان.
تلقى نورالدين قاسم دراسته الابتدائية بمدينة الشيخ عثمان وأكمل دراسته في مدرسة القديس يوسف العالية st.joseph high school (البادري) بكريتر. التحق بمعهد مصافي الزيت البريطانية ضمن طلاب متدربين apprentice عام 1954م وعندما أعلن عمال الشركة موقفهم العمالي السياسي بالاضراب عام 1956م والذي أججه العدوان الثلاثي على مصر اتخذت الشركة البريطانية اجراءات عقابية قاسية من ضمنها الفصل من الخدمة وكان نورالدين قاسم أحد الذين تأثروا بذلك الاجراء.

### نورالدين يواجه قراراً بالفصل عند منعطف آخر
التحق نورالدين قاسم بسلك التعليم النظامي الرسمي بعد فصله من الخدمة مع شركة الزيت البريطانية بسبب نشاطه السياسي وعين مدرسا في المدرسة الوسطى الحكومية للبنين الخاصة بطلاب الشيخ عثمان وشغلت المدرسة حيزا من المبنى الذي ضم طلاب متوسطة كريتر خلال العام الدراسي 1956/1957م (المعروفة حاليا بثانوية لطفي أمان بكريتر) بصورة مؤقتة وانتقل الطلاب بعد ذلك إلى مبنى مدرستهم المتوسطة الجديد بالشيخ عثمان وانتقل معهم مدرسوهم ومن ضمنهم الاستاذ نورالدين قاسم وكان مدير المدرسة الاستاذ حامد الصافي ونائبه الاستاذ عبده سعيد الشيباني رحمهم الله جميعا.
في العام 1958م أعلنت نقابة المعلمين الاضراب فاتخذت إدارة المعارف اجراءات صارمة ضد المعلمين المشاركين في الاضراب حيث قامت بفصلهم من الخدمة ففتحت رابطة أبناء الجنوب صدرها للراغبين منهم للدراسة في الجمهورية العربية المتحدة (جمهورية مصر العربية حاليا) وابتعث امديب صالح أحمد وعبد الرحمن فخري وعلي فخري، كما فتح الشيخ الجليل محمد بن سالم البيحاني رضوان الله عليه صدره واستوعب نورالدين قاسم ومحمد مرشد عباد وعلي أحمد ناصر سلامي وآخرين للتدريس في المعهد العلمي الإسلامي بكريتر.

#### نورالدين قاسم ورحلة اقلاع من الرابطة القومية إلى الجبهة القومية
ارتبط الاستاذ نورالدين قاسم بالدوائر الاجتماعية إلى درجة الإدمان والتي تقولبت في أطر متنوعة فكان رحمه الله من رواد نادي الشباب الثقافي في الشيخ عثمان الذي تأسس يوم الأحد 21 ديسمبر 1947م وتأثر هذا النادي كثيرا بالتيار القومي وتداول رواده كتب مفكرين قوميين مثل الحكم دروزة وساطع الحصري وتحول إلى مركز من مراكز استقطاب حركة القوميين العرب التي عملت في اطار جبهوي مع قوى أخرى لتأسيس الجبهة القومية وكان عبد الباري قاسم وشقيقه الاصغر نورالدين قاسم من رموز تلك الجبهة. أعلن في الأول من يناير 1962م عن تأسيس «الرابطة القومية للكتاب العرب» وأعضاؤها المؤسسون: محمد سالم علي وعبد الله عبد المجيد الاصنج ومحمد سعيد مسواط وطه أحمد مقبل ونورالدين قاسم وأحمد المروني ومحمد سالم باسندوة وعبد الملك إسماعيل وعبد القادر باصالح وسالم زين محمد ومحمد أحمد ثابث الصباغ وسعيد الجناحي. شكلت هيئتها التنفيذية من: محمد سالم علي وطه أحمد مقبل ومحمد سالم باسندوة وعبد القادر باصالح ومحمد أحمد ثابت الصباغ.نورالدين قاسم في عمادة مبارز القات:
انتشرت ظاهرة المبارز (م.مبرز) بشكل ملحوظ في عدن في الفترة السابقة على الاستقلال الوطني في 30 نوفمبر 1967م ويطلق على مبارز القات هذه الايام «منتديات» وكانت مبارز القات أيام زمان منابر يتنفس الناس من خلالها. كان الاستاذ نور الدين قاسم من سكان قسم أ (section A) في الشيخ عثمان وتحديدا في حافة اليهود وعلى مقربة من بيته كان مبرزه في دور أرضي من عمارة عبد الرحيم الدبعي في ركن الشارع (الحافة) وعلى مقربة منه «مبرز دغبوس» و«مبرز عبد الله بكر» و«مبرز عبد الباري الدبعي» و«مبرز باسويد» و«الشلة الاشتراكية».
العميد محمد علي باشراحيل يستوعب الاستاذ نور الدين قاسم، زخرت عدن بالعديد من النوادي والمنتديات الادبية منذ بواكير العشرينات من القرن الماضي وتحملت على كاهلها رسالة التنوير والتواصل والاتصال وظهرت الصحافة في مطلع الاربعينات كوسيلة اتصال ثانية وظهرت في أسرة السيد العلامة قاسم صالح السروري خامتان صحفيتان وهما عبد الباري نجله الأكبر ونورالدين نجله الاصغر. تواصل نورالدين قاسم مع الصحافة مقتديا بأخيه الأكبر عبد الباري قاسم وكاتب عددا من الصحف منها «النهضة» و«اليقظة» و«الأيام» واحتضنه عميد «الأيام» محمد علي باشراحيل رحمه الله وأسند اليه تحمل مسؤولية صفحة الشباب ومجلدات «الأيام» في فترة الستينات من القرن الماضي وثقت للاستاذ نورالدين قاسم دوره الصحفي في تلك الفترة إلى جانب كتاباته الصحفية الأخرى.

##### سجن الإنجليز أرحم بكثير من رصاص الثوار
اعتقلت سلطات الأمن البريطانية الاستاذ نورالدين قاسم في يناير 1964م واحتجزته في معتقل رأس مربط للتحقيق معه وتعرض هناك لصنوف التعذيب الجسدي والنفسي وأودعته بعد ذلك في سجن المنصورة المركزي بمدينة المنصورة وأطلق سراحه في يناير 1966م ليخرج من جحيم إلى جحيم أكبر منه حيث تعرضت رموز الاحزاب المتناحرة للتصفيات الجسدية، فقرر الاستاذ نورالدين قاسم ان ينجو بجلده فنزح إلى مدينة تعز.
نور الدين قاسم ووظائف قيادية لفترات قصيرة: يلاحظ من تقصي الوظائف القيادية التي شغلها الاستاذ نور الدين قاسم ان افتقار النظام السياسي للبلاد إلى عنصر مهم اسمه الاستقرار قد عكس نفسه على استقرار الاستاذ نورالدين وظيفيا، ونأخذ على سبيل المثال ان وظيفة محافظ عدن شغلها بعد الاستقلال الوطني الاستاذ أبوبكر علي شفيق، أمد الله عمره ومتعه بالصحة لم يستمر في مهام منصبه أكثر من خمسة أشهر (راجع سيرته في رجال الذاكرة- العدد رقم 4059 - 2003/12/28م) ليشغل الوظيفة بعده الاستاذ نورالدين قاسم رحمه الله.
لو أخذنا مثالا آخر وهي وظيفة مدير عام إذاعة عدن لوجدنا ان الذين شغلوا ذلك المنصب منذ عام 1954م حتى 1967م هم: توفيق إيراني وأحمد محمد زورقري وحسين محمد الصافي، أما الذين شغلوا ذلك المنصب في الأشهر التي سبقت الاستقلال الوطني حتى عام 1973م هم: علوي محمد السقاف وعبد الملك إسماعيل وجعفر علي عوض ونورالدين قاسم وأحمد محمد قعطبي وعمر عبد الله الجاوي وراشد محمد ثابت.

###### نور الدين قاسم والقرار الجمهوري الذي أصدره سالم ربيع علي
أصدر الرئيس الاسبق الشهيد سالم ربيع علي القرار الجمهوري رقم 9 في 22 فبراير 1972م قضى بتعيين الاستاذ نور الدين قاسم رئيسا لمجلس إدارة المؤسسة العامة للفنادق وبعد مدة وجيزة صدر قرار آخر بتعيين الاستاذ نورالدين قاسم مديرا لقسم الاعلام بوزارة الخارجية، ومارس مهام عمله حتى الواقعة الكارثة في 30 أبريل 1973م.

## نورالدين قاسم في «طائرة الموت»
وجهت قيادة الحزب والدولة الدعوة لرؤساء البعثات الدبلوماسية لليمن الديمقراطية في الخارج لحضور لقاء في عدن طابعه تشاوري وتثقيفي في أواخر أبريل 1973م، وبعد اقلاع الطائرتين اللتين أقلتاهم من شبوة إلى حضرموت يوم الاثنين الموافق 30 ابريل 1973م انفجرت احداهما وراح ضحيتها كوكبة من خيرة الرجال وكان في مقدمة أولئك الشهداء محمد صالح عولقي، وزير الخارجية. كان من ضحايا طائرة الموت الشهيدان عبد الباري قاسم ونور الدين قاسم صالح السروري الشقيقان اللذان جمعهما تاريخ وفاة واحد أو قل شهادة وفاة واحدة ويفصلهما 3 أعوام، أي ان الأول من مواليد عام 1926م والثاني من مواليد عام 1929م.
نقلا عن موضوع الكاتب نجيب محمد يابلي
1. ↑  "Districts of Yemen". Statoids. مؤرشف من الأصل في 2010-11-29. اطلع عليه بتاريخ 2010-10-17.
2. ↑  Daniel McLaughlin,Yemen: The Bradt Travel Guide p.175
3. ↑  "محافظة عدن  المديريات". مؤرشف من الأصل في 2016-11-12. اطلع عليه بتاريخ 2015-03-01.
4. ↑  المركز الوطني للمعلومات. نبذة تعريفية عن محافظة عدن. تاريخ الولوج 26 آذار 2011. نسخة محفوظة 16 يوليو 2017 على موقع واي باك مشين.
5. ↑  Daniel McLaughlin,Yemen: The Bradt Travel Guide p.175
6. ↑  عمارة بن علي تاريخ اليمن ص 174